# 潘蕃
潘蕃（1438年—1516年），早年冒姓鍾，顯貴後改回，字廷芳，浙江承宣布政使司嘉興府崇德縣（今浙江省桐鄉市）人，明朝政治人物。成化丙戌進士，累官兩廣總督、四川巡撫、左都御史。

## 生平
成化二年（1466年），登進士，授刑部主事，歷任郎中。雲南鎮守中官錢能被巡撫王恕彈劾，潘蕃奉命調查。之後出任安慶府知府，改鄖陽府知府。
弘治元年（1488年），陞任貴州布政使司左參政。累升至山東布政使、湖廣布政使。弘治九年（1496年），以右副都御史巡撫四川，并兼提督松潘軍務。后改南京兵部右侍郎，再改刑部右侍郎。弘治十四年（1501年），晋升右都御史，總督兩廣。后論功升左都御史，平定歸善劇賊古三仔、唐大鬢等。正德三年（1508年），因得罪劉瑾被謫戍肅州。六年后去世。